# Voiceștii din Vale
Voiceștii din Vale – wieś w Rumunii, w okręgu Vâlcea, w gminie Voicești. W 2011 roku liczyła 234 mieszkańców.